# Maserati 8CTF
Maserati 8CTF je Maseratijev dirkalnik, ki je bil v uporabi v sezonah 1938 in 1939, zasnoval ga je Ernesto Maserati, izdelani so bili trije dirkalniki. Uporabljalo ga je tovarniško moštvo Officine Alfieri Maserati, za katerega so dirkali Carlo Felice Trossi, Achille Varzi, Goffredo Zehender, Luigi Villoresi, Paul Pietsch, Armand Hug, in René Dreyfus, v drugem delu sezone 1939 je dirkalnik kupilo privatno moštvo Ecurie Lucy O´Reilly Schell, toda z njim je Raph nastopil le na eni dirki. 
Ime dirkalnika 8CTF pomeni: 8C - osem cilindov, T - Testa Fista, F - Formula. Dirkalnik je bil zasnovan za nova pravila, ki so stopila v veljavo z začetkom sezone 1938 in ki so superkompresorske motorje omejevala na delovno prostornino 3,0 litra, težo dirkalnika pa v primeru tovrstnega motorja na 850 kg. Dirkalnik se je izkazal za zelo hitrega, razvil je lahko moč 365 KM pri 6.300 rpm in najvišjo hitrost 290 km/h, saj je po sami hitrosti lahko konkuriral dominantnima nemškima moštvoma Mercedes-Benz in Auto Union, toda preveč nezanesljivega, predvsem pogoste so bile okvare motorja. V sezoni 1938 so dirkači od desetih nastopov dosegli le eno uvrstitev, Trossijevo peto mesto na dirki za Veliko nagrado Italije. 
V sezoni 1939 pa so vse italijanske dirke potekalo le za razred Voiturette, na katerega se je osredotočilo tudi tovarniško moštvo Maseratija. Dirkalnika tako za sezono 1939 niso več razvijali, nastopili pa so le na dirki ta Veliko nagrado Nemčije, na kateri pa je Pietsch s tretjim mestom dosegel edino uvrstitev dirkalnika na stopničke po tem, ko je en krog celo vodil, na dirki pa se je celo dvakrat zavrtel in opravil kar štiri postanke v boksih. Avgusta je dirkalnik kupilo moštvo Ecurie Lucy O´Reilly Schell, toda preden so ga lahko resneje preizkusili je sezono prekinil izbruh Druge svetovne vojne. 
Kljub temu pa se je dirkalnik zapisal v zgodovino, saj je Wilbur Shaw kupil enega od dirkalnikom 8CTF s številko šasije 3032, s katerim je v letih 1939 in 1940 dosegel dve zaporedni zmagi na ameriški dirki Indianapolis 500. 